# Agitprop
Agitprop (afkorting van de woorden agitatie en propaganda, Russisch: Управление пропаганды и агитации, Afdeling Propaganda en Agitatie) was de algemene naam van de afdeling Propaganda en Agitatie onder het Centraal Comité van de Communistische Partij van de Sovjet-Unie (CPSU) en lokale commissies van de CPSU in de Sovjet-Unie op verschillende tijdstippen.
De term kreeg een uitgebreidere betekenis van propaganda in het algemeen en Sovjetpropaganda in het bijzonder, evenals de figuurlijke betekenis van werken van Sovjetcultuur en -kunst, gecreëerd onder de directe invloed van de communistische ideologie en met de generieke kenmerken van Sovjetpropaganda. Het concept wordt meestal gebruikt met een negatieve of humoristische connotatie.

## Ontstaan
Op 18-23 maart 1919 keurde het VIIIe congres van de Russische Communistische Partij een nieuwe editie van haar programma goed, waarin voor het eerst de kwestie aan de orde werd gesteld van "de ontwikkeling van de breedste propaganda van communistische ideeën" en "het gebruik van het apparaat en de middelen van de staatsmacht voor dit doel." In de sectie "Over politieke propaganda en cultureel en educatief werk op het platteland" gaf de resolutie van het congres ook instructies over het voeren van propaganda voor geletterden en analfabeten, waarvoor de lokale departementen van openbaar onderwijs met de hulp van lokale partijleden colleges van propagandisten zouden moeten oprichten om werk te verrichten in de steden en op het platteland, evenals detachementen van industriële arbeiders onder leiding van de Al-Russische Raad van Vakbonden. Om dit werk te coördineren werd in april 1919 door het Centraal Comité de afdeling Informatie opgericht, van waaruit instructies werden gegeven met betrekking tot lopende politieke campagnes. Begin 1920 werd dit omgevormd tot de afdeling Informatie en Statistiek. Tegen het einde van 1920 werd deze afdeling opgeheven en werden de functies overgedragen aan de afdeling Organisatie en Instructie.
De VIIIe Al-Russische Conferentie van de RCP op 2-4 december 1919 richtte zich opnieuw op de kwesties van agitatie en propaganda: het lezen van kranten en brochures in verpeeghuizen, clubs, ziekenhuizen, leeszalen en verenigingen, bezoeken van appartementen, uitdelen van kranten en posters, uitstallingen en leestafels opzetten in fabrieken, boekhandels in de dorpen, enz. 
Tijdens de Burgeroorlog werd het agitatie- en propagandawerk ten minste 110 keer besproken op vergaderingen en plenums van het Centraal Comité van de RCP, inclusief de inhoud van politiek werk in het Rode Leger, contra-agitatie in de troepen en achter vijandelijke linies, het uitgeven van literatuur en kranten, de activiteiten van de centrale uitgeverij ROSTA. Door een decreet van de Defensieraad van 13 mei 1920 werden agitatiecentra gecreëerd in steden met spoorwegverbindingen, die de bevolking de betekenis en taken van de Sovjetmacht moesten uitleggen.
In juni 1920 werd in de structuur van het Centraal Comité van de RCP een afdeling agitatie- en propagandawerk opgericht, onder leiding van Ruben Katanjan, die het werk coördineerde van afdelingen als de Gosizdat, Tsentropetsjat, het politiek bestuur (Politatdel, PUR) van het Rode Leger en anderen. 
De resolutie van de IXe Al-Russische Conferentie van de RCP, gehouden op 22-25 september 1920 in Moskou, gaf Agitprop de opdracht om "te streven naar het volledig omarmen en combineren van agitatie, propaganda en allerlei soorten cultureel en educatief werk" (Narkompros, Gosizdat, Tsentropetsjat, PUR), en om de afdeling voor werk op het platteland, de vrouwenafdeling en de secties van nationale minderheden onder hun directe leiding te stellen.

## Geschiedenis

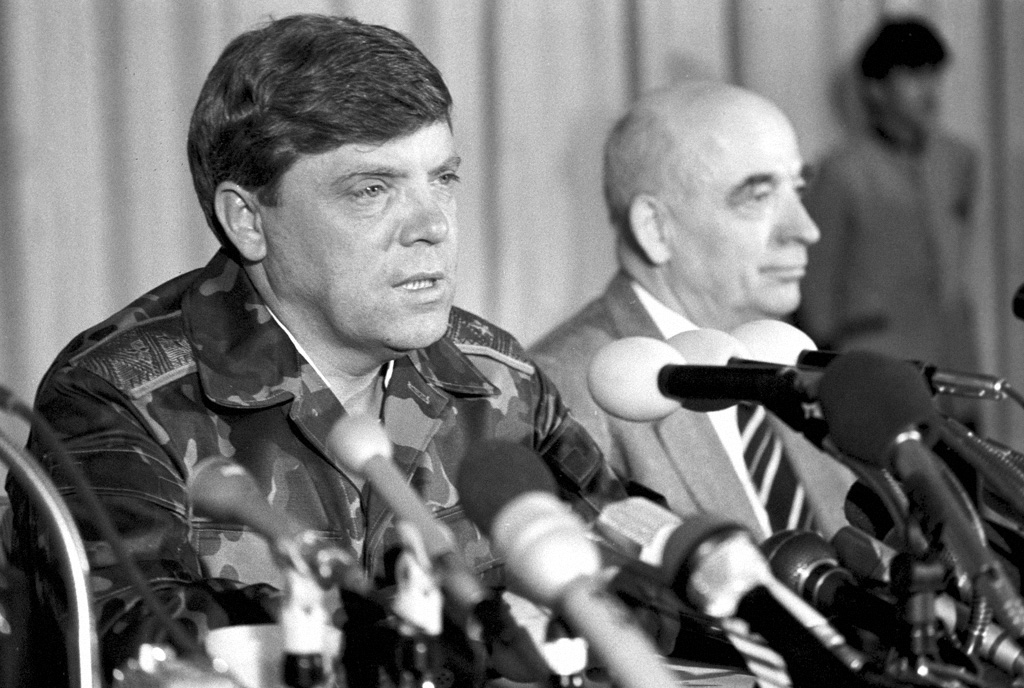
commandant van het 40e leger luitenant-generaal Boris Gromov en plaatsvervangend hoofd van de propaganda en agitatie van het Centraal Comité der CPSU Vladimir Sevroek, mei 1988 in Kabul, Afghanistan

In de loop der jaren had de afdeling Propaganda en Agitatie van het Centraal Comité van de CPSU de volgende namen:
- Afdeling Agitatie en Propaganda van het Centraal Comité (1920-1928)
- Afdeling Agitatie, Propaganda en Pers van het Centraal Comité (1928-1930)
- Afdeling Cultuur en Propaganda van het Centraal Comité (1930-1934)
- Afdeling cultuur en propaganda van het leninisme van het Centraal Comité (1934-1935)
- Afdeling Partijpropaganda en Agitatie van het Centraal Comité (1935-1938)
- Afdeling propaganda en agitatie (mondeling en gedrukt) van het Centraal Comité (1938-1939)
- Afdeling Propaganda en Agitatie van het Centraal Comité (1939-1948)
- Afdeling Propaganda en Agitatie van het Centraal Comité (1948-1956)
- Afdeling Propaganda en Agitatie van het Centraal Comité van de CPSU voor de Unierepublieken (1956-1965)
- Ideologische afdeling van het Centraal Comité (1962-1965)
- Afdeling Propaganda en Agitatie van het Centraal Comité (1965-1988)
- Ideologische afdeling van het Centraal Comité (1988-1991)

Daarnaast bestonden:
- Afdeling agitatie en massacampagnes van het Centraal Comité (1930-1934)
- Afdeling Propaganda en Agitatie van het Bureau van het Centraal Comité van de CPSU voor de RSFSR (1956-1962)
- Ideologische afdeling van het Centraal Comité van de CPSU voor de industrie van de RSFSR (1962-1964)
- Ideologische afdeling van het Centraal Comité van de CPSU voor landbouw van de RSFSR (1962-1964)
- Afdeling Propaganda en Agitatie van het Centraal Comité van de CPSU voor de RSFSR (1964-1966)
- Ministerie van Buitenlandse Politiek Propaganda van het Centraal Comité van de CPSU (1978-1982)

- Nationale Bibliotheek van Letland: 000135990